# Beautiful (EP)
Beautiful (estilizado en mayúsculas), es el EP debut de la cantante y rapera estadounidense Amber. Fue lanzado el 13 de febrero de 2015 por SM Entertainment.

## Antecedentes y lanzamiento

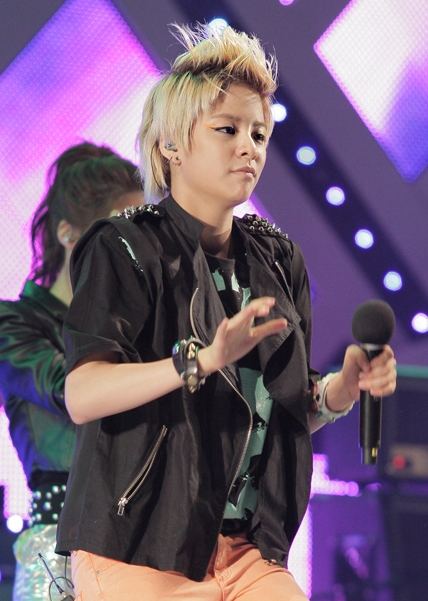
Amber Liu, autora del EP Beautiful.

El 30 de noviembre de 2014, SM Entertainment anunció que Amber debutaría próximamente como solista con un álbum que sería lanzado en febrero de 2015. Ella se convirtió en la segunda artista de la agencia en debutar como solista en el año, después de Jonghyun. Además, se reveló que el EP fue escrito y compuesto por Amber, incluyendo el sencillo, «Shake That Brass», que cuenta con la participación de Taeyeon de Girls' Generation. En una emisión del programa de radio Cultwo Show, Amber reveló que personalmente le pidió a la cantante si quería colaborar en la canción.
El videoclip de «Shake That Brass» llamó la atención ante la cantidad de celebridades que apareció en él como Hyoyeon de Girls' Generation, Jackson de Got7, Park Joon-hyung de g.o.d, Jia y Min de Miss A, Ellin de Crayon Pop, Brad de Busker Busker, Woori de Rainbow, Aron de Nu'est, Roma de C-Clown, la modelo Irene Kim y la comediante Ahn Young-mi.

## Composición
«Shake That Brass», que contó con la participación de Taeyeon, tiene un fuerte ritmo de hip-hop mezclado con instrumentación. La canción fue compuesta y escrita por Amber. El EP también incluye las canciones, «Love Run» y «Heights». «Beautiful» lanzado previamente el 9 de febrero, es una balada acústica, y sus letras fueron escritas tres años antes de su lanzamiento, cuenta la historia de las dificultades de la rapera, pero que consiguió cumplir su sueño de convertirse en artista. La última canción, «I Just Manna», es la versión en inglés de «Goodbye Summer», una canción de f(x), que fue incluidoa en el segundo álbum de estudio del grupo, Pink Tape. La canción fue compuesta por Amber y Gen Neo del equipo de productores NoizeBank. Eric Nam apareció como artista invitado.

## Promoción
El 13 de febrero de 2015, Beautiful fue lanzado digitalmente en todo el mundo. La rapera se presentó en Music Bank, donde interpretó «Beautiful» y «Shake That Brass» con Wendy de Red Velvet que cantó la parte de Taeyeon. Luna, su compañera de grupo, también actuó con ella en Show Champion, M! Countdown, Music Bank, Show! Music Core e Inkigayo.

## Éxito comercial
Días después de su lanzamiento, Beautiful encabezó en la lista de Hanteo y también ocupó el 2° lugar en la lista a tiempo real. Su vídeo musical, fue lanzado el mismo día en YouTube, logrando un millón de visitas en la plataforma. El álbum también debutó en el 2° puesto de Billboard's World Albums Chart y la 19° posición en Heatseekers Albums. Jeff Benjamin de Billboard K-Town señala que es un testimonio de la gran base de fanáticos internacionales de la cantante. «Shake That Brass» también debutó en 4° puesto de Billborad's World Digital Songs, convirtiéndose en el debut más alto de la semana.

## Lista de canciones
Los créditos están adaptados de Naver.

| Beautiful |                                        |                                                        |                                                             |          |  |
| N.º       | Título                                 | Letras                                                 | Música                                                      | Duración |  |
| 1.        | «Beautiful»                            | Amber J. Liu, Jam Factory                              | Amber J. Liu                                                | 2:57     |  |
| 2.        | «Shake That Brass» (featuring Taeyeon) | Amber J. Liu, Rhymer, V-Hawk, Lee Yoo-jin, Kang Ji-eun | Amber J. Liu, Courtney Woolsey, Nermin Harambasic, Jin Choi | 3:13     |  |
| 3.        | «Love Run»                             | Amber J. Liu, Jakops, Kim Min-ji                       | Amber J. Liu, Sean Alexander                                | 4:08     |  |
| 4.        | «Heights»                              | Amber J. Liu, David Choi                               | Amber J. Liu, Command Freaks                                | 3:43     |  |
| 5.        | «I Just Wanna»                         | Amber J. Liu                                           | Amber J. Liu, Gen Neo                                       | 3:13     |  |
| 17:14     |                                        |                                                        |                                                             |          |  |

## Posicionamiento en listas
| Lista (2015)                            | Mejor posición |
| --------------------------------------- | -------------- |
| Corea del Sur (Gaon)                    | 2              |
| Estados Unidos (Billboard World Albums) | 2              |
| Estados Unidos (Heatseekers)            | 19             |